# Ted Cruz
Rafael Edward «Ted» Cruz (Calgary, 22 de diciembre de 1970) es un abogado y político conservador estadounidense. Es senador de Estados Unidos por el estado de Texas desde 2013 y para las elecciones presidenciales de 2016 se presentó como precandidato del Partido Republicano.
Cruz asistió a la escuela primaria y secundaria en los alrededores de Houston, se graduó de la Universidad de Princeton en 1992, y luego de la Facultad de Derecho de Harvard en 1995. Entre 1999 y 2003, Cruz fue el director de la Oficina de Planificación de Políticas en la Comisión Federal de Comercio, un asociado fiscal general adjunto en el Departamento de Justicia de los Estados Unidos, y el asesor de política nacional para el presidente George W. Bush en su campaña presidencial. Se desempeñó como procurador general de Texas, siendo designado por el procurador general de Texas Greg Abbott. Fue el primer hispano y el procurador general de mayor antigüedad en la historia de Texas. Cruz también fue un profesor adjunto de derecho desde 2004 hasta 2009 en la Universidad de Texas, en Austin, donde fue profesor de litigios ante la Corte Suprema de Estados Unidos.
Cruz se postuló para el escaño del Senado que dejó vacante el colega republicano Kay Bailey Hutchison, y en julio de 2012 derrotó al vicegobernador David Dewhurst durante las primarias republicanas. Cruz luego derrotó al exrepresentante estatal Paul Sadler en las elecciones generales de noviembre de 2012, ganando 56%-41%. Es el primer hispanoamericano para servir como senador de Estados Unidos en representación de Texas, y es uno de los tres senadores de origen cubano. Cruz preside en el Senado el Subcomité Judicial de Supervisión, Derechos Federales y Actividades del Organismo, y es también el presidente del Subcomité de Comercio sobre el espacio, la Ciencia y la Competitividad. En noviembre de 2012 fue nombrado vicepresidente del Comité Nacional Republicano del Senado. 
Cruz comenzó a hacer campaña para la nominación presidencial republicana en marzo de 2015. Durante la campaña de las primarias, su base de apoyo ha sido principalmente entre los conservadores sociales, a pesar de que ha tenido atractivo transversal a otras facciones dentro de su partido. Siendo elegido como ganador en los estados de Iowa, Alaska, Oklahoma, Maine, Kansas, Utah, Idaho, Texas y Wisconsin.

## Biografía
Ted Cruz nació el 22 de diciembre de 1970 en el Hospital General de Foothills en Calgary, provincia de Alberta, Canadá, sus padres son Eleanor Elizabeth (Darragh) Wilson y Rafael Bienvenido Cruz, oriundo de Cuba. En el momento de su nacimiento, los padres de Cruz llevaban viviendo en Calgary tres años y trabajaban en el negocio petrolero como propietarios de un procesamiento de datos sísmicos en firme para el aceite de la perforación. Cruz ha dicho: "Yo soy el hijo de dos matemáticos / programadores de computadoras." En 1974, su padre se apartó de la familia y se trasladó a Texas. Más tarde y ese mismo año, sus padres se reconciliaron y se trasladó a Houston. 
El padre de Ted Cruz, Rafael Cruz, nació en Cuba, y su abuelo era originario de las islas Canarias. Su madre nació en Wilmington (Delaware). Su padre se fue de Cuba en 1957 para estudiar en la Universidad de Austin, en Texas, y obtuvo asilo político en los Estados Unidos por la persecución y tortura que sufrió en la dictadura de Batista y después de que su visado de estudiante de cuatro años de duración caducara. Rafael Cruz obtuvo la ciudadanía canadiense en 1973 y, finalmente, se convirtió en un ciudadano estadounidense naturalizado en 2005. Su madre obtuvo una licenciatura en Matemáticas por la Universidad de Rice, en la década de 1950. Eleanor y Rafael Cruz se divorciaron en 1997. 
Cruz tenía dos hermanastras mayores de un matrimonio anterior de su padre, Miriam Ceferina Cruz y Roxana Lourdes Cruz. Miriam murió en 2001. 
Cruz se casó con Heidi Nelson en 2001. El matrimonio tiene dos hijas: Caroline (nacida en 2008) y Catherine (nacida en 2011). Cruz conoció a su esposa mientras trabajaba en la campaña presidencial de George W. Bush en 2000. Ella es actualmente jefe de la Región Suroeste en la División de Gestión de Inversiones de Goldman, Sachs & Co. y anteriormente trabajó en la Casa Blanca con Condoleezza Rice, y en Nueva York como banquera de inversión. Cruz ha dicho: "Yo soy cubano, irlandés e italiano, y sin embargo de alguna manera terminé Bautista del Sur."

### Ciudadanía
Cruz nació en Canadá ya que sus progenitores, padre cubano y madre estadounidense, vivieron en ese país durante tres años. Cuando cumplió los cuatro años, la familia se trasladó a los Estados Unidos. Cruz ha declarado que cuando él era niño, su madre le dijo que tendría que hacer el trámite de reclamar la ciudadanía canadiense para él, ya que su familia suponía que no poseía la ciudadanía. En agosto de 2013, después de que un noticiero local denunciara que Cruz tenía la doble nacionalidad canadiense-estadounidense, renunció formalmente a su ciudadanía canadiense y dejó de ser un ciudadano de Canadá el 14 de mayo de 2014.

### Educación
Cruz asistió a dos escuelas de secundaria privadas: Faith West Academy en Katy, Texas y el segundo de secundaria Bautista de Houston, de la que se graduó como valedictorian en 1988. Durante la escuela secundaria, Cruz participó en un grupo con sede en Houston conocido en su momento como la Fundación Mercado Libre, un programa que enseña a los estudiantes de la escuela secundaria las filosofías de economistas como Milton Friedman y Frédéric Bastiat. 

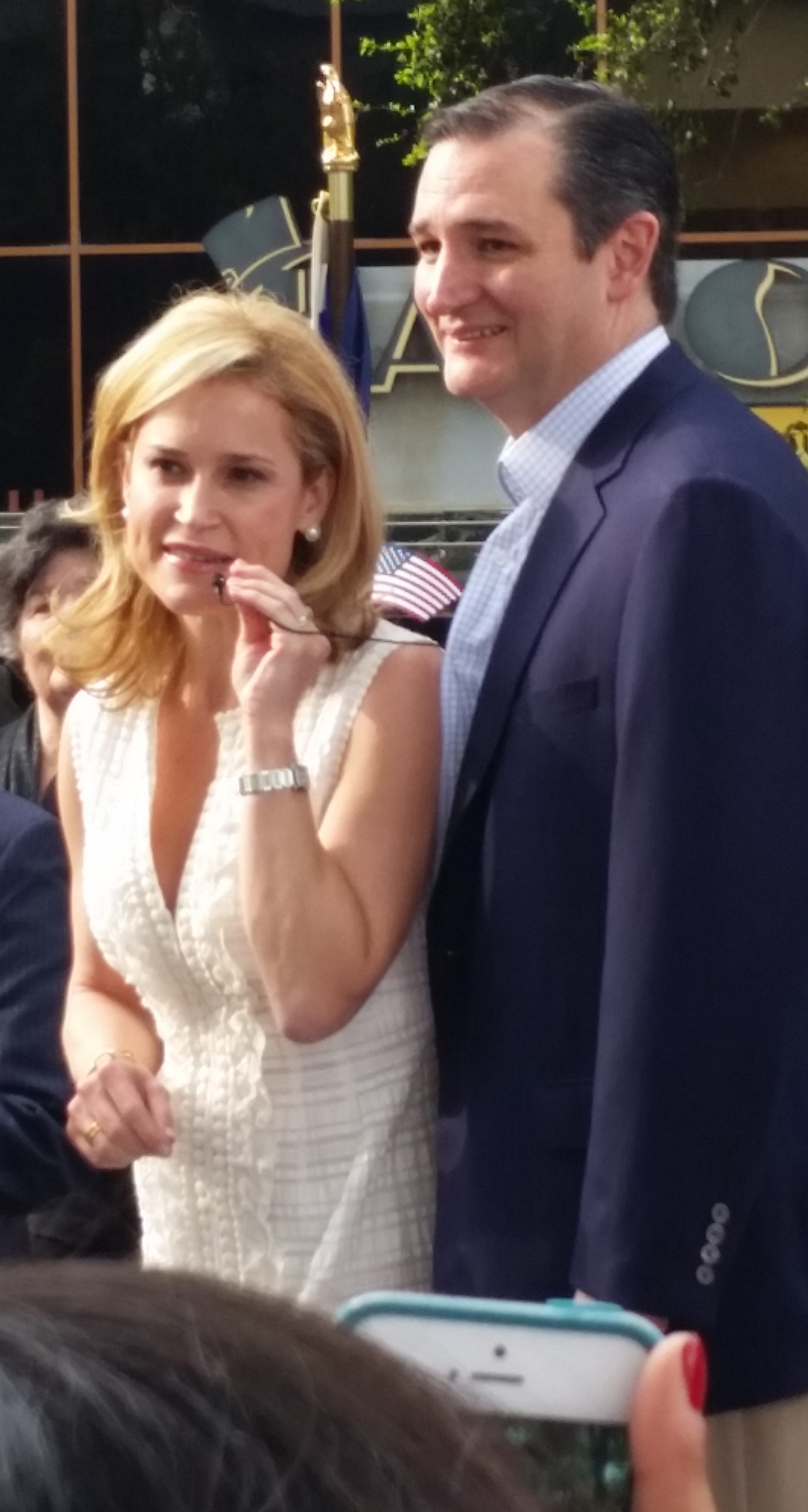
Heidi Cruz y Ted Cruz en un mitin en Houston (Texas), el 31 de marzo de 2015.

Cruz se graduó cum laude de la Universidad de Princeton con una licenciatura en Artes en Políticas Públicas de la Escuela Woodrow Wilson de Asuntos Públicos e Internacionales en 1992. Durante su estancia en Princeton, compitió para el estadounidense Whig-Cliosophic Sociedad 's Panel de Debate y ganó el premio de Orador uperior, tanto en el Campeonato de Debate 1992 Nacional y en 1992 elCampeonato de América del Norte del Debate. En 1992, fue nombrado Orador Nacional del Año, y con su socio debate David Panton ganaron Equipo del Año. Cruz y Panton tarde representarían la Escuela de Derecho de Harvard en el campeonato Mundial de Debate en 1995, perdiendo en las semifinales frente un equipo de Australia.
La tesis de grado de Cruz de Princeton investigó la separación de poderes; su título, recorte las alas de los ángeles, se inspira en un pasaje atribuido al presidente de Estados Unidos James Madison: "Si los ángeles gobernaran a los hombres, ni los controles externos ni internos en el gobierno serían necesarios." Cruz argumentó que los redactores de la Constitución tenían como fin proteger los derechos de sus representados, y que los dos últimos elementos de la Declaración de Derechos ofrecen una parada explícita en contra de un Estado todopoderoso. 
Después de graduarse de Princeton, Cruz asistió a la Escuela de Derecho de Harvard, donde se graduó magna cum laude en 1995 con un Juris Doctor grado. Mientras que en Derecho de Harvard, era un editor principal de la Harvard Law Review, y editor ejecutivo de la Harvard Revista de Derecho y Políticas Públicas, y un editor fundador de la Harvard Latino Law Review. En referencia a la época de Cruz como estudiante de Derecho de Harvard, el profesor Alan Dershowitz dijo, "Cruz was off-the-charts brilliant".
Actualmente Cruz es miembro del Consejo de Asesores de la de Texas Revisión de Derecho y Política.: )

## Carrera profesional

### Secretario judicial
Cruz se desempeñó como asistente legal de J. Michael Luttig del Tribunal de Apelaciones del Cuarto Circuito de Estados Unidos en 1995 y William Rehnquist, presidente del Tribunal Supremo de los Estados Unidos en 1996. Cruz fue el primer hispano en ser secretario de un juez presidente de los Estados Unidos.

### Práctica privada
Trabajó con Cooper, Carvin & Rosenthal, ahora conocido como Cooper y Kirk, LLC, de 1997 a 1998. Cruz trabajó en asuntos relacionados con la Asociación Nacional del Rifle, y ayudó a preparar el testimonio de los procedimientos de juicio político contra el presidente Clinton. Cruz también se desempeñó como abogado privado para el congresista John Boehner durante la demanda contra el congresista Jim McDermott para la liberación de una grabación de una conversación telefónica Boehner. 

### Gobierno de Bush
Cruz se unió a la campaña presidencial de George W. Bush en 1999 como asesor de política interna, asesoramiento entonces gobernador George W. Bush en una amplia gama de asuntos legales, incluyendo la justicia civil, la justicia penal, derecho constitucional, la inmigración y la política, y la reforma del gobierno. 
Cruz ayudó a montar el equipo legal de Bush, la elaboración de la estrategia, y la redacción de solicitudes para la presentación de la Corte Suprema de la Florida y la Corte Suprema de Estados Unidos, en el caso Bush contra Gore, durante los recuentos presidenciales de 2000 de Florida. Cruz reclutó al futuro presidente del Tribunal Supremo, John Roberts, y al abogado Mike Carvin al equipo legal de Bush. 
Después que el presidente Bush asumió el cargo, Cruz se desempeñó como diputado fiscal general adjunto en el Departamento de Justicia de Estados Unidos y como el director de planificación de la política en la Comisión Federal de Comercio de Estados Unidos. 

### Procurador general de Texas
Nombrado para el cargo de procurador general de Texas, por el procurador general de Texas Greg Abbott, Cruz sirvió en esa posición desde 2003 hasta 2008. La oficina se estableció en 1999 para manejar las apelaciones que impliquen la estado, pero Abbott contrató a Cruz con la idea de que Cruz tomaría un "papel de liderazgo en los Estados Unidos en la articulación de una visión de construcción estricta". Como procurador general, Cruz argumentó ante las Corte Suprema de nueve veces, ganando cinco casos y perdiendo cuatro. 
Como procurador general del Estado de Texas y en la práctica privada, Ted fue autor de más de 80 informes de la Corte Suprema de la Nación, y sostuvo 43 argumentos orales, incluyendo 9 ante la Corte Suprema de Estados Unidos. Ha obtenido una serie de victorias nacionales sin precedente, incluyendo la defensa de la soberanía estadounidense contra las Naciones Unidas y la Corte Internacional de Justicia en el caso llamado Medellín vs. Texas; defendiendo el derecho garantizado por nuestra Segunda Enmienda, de poseer y portar armas; defendiendo la constitucionalidad del monumento a los Diez Mandamientos en el Capitolio del Estado de Texas y las palabras “Bajo Dios” en el juramento a la Bandera. 
En 2003, mientras que Cruz era de Texas procurador general, la Oficina del Fiscal General de Texas se negó a defender la ley de sodomía de Texas en Lawrence v. Texas, donde la Corte Suprema de Estados Unidos decidió que las leyes del estado que prohíbe el sexo homosexual sodomía como ilegales eran inconstitucionales. 
En el caso histórico del Distrito de Columbia v. Heller, Cruz redactó el amicus breve firmada por los fiscales generales de 31 estados, que dijo que la DC prohibición de arma de fuego debe ser derribado como infringir la Segunda Enmienda derecho a poseer y portar armas. Cruz también presentó informes orales de los estados amici en el caso compañero de Heller antes de que el Tribunal de Apelaciones del Distrito de Columbia de Estados Unidos. 
Además de su éxito en Heller, Cruz defendió con éxito la constitucionalidad del monumento a los Diez Mandamientos en el Capitolio de Texas ante el Quinto Circuito y la Corte Suprema de Estados Unidos, ganando 5-4 en Van Orden v. Perry.
En 2004, Cruz estuvo involucrado en el caso de alto perfil, el Distrito Escolar Unificado de Elk Grove v. Newdow, en la que escribió un breve en nombre de todos los cincuenta estados, que argumentó que el demandante no tenía legitimación para presentar una demanda en nombre de su hija. La Corte Suprema confirmó la posición del escrito de Cruz. 
Cruz se desempeñó como abogado principal para el Estado y defendió con éxito los múltiples desafíos de litigio en el plan de redistribución de distritos del Congreso de Texas 2003 en los tribunales estatales y federales de distrito y ante la Corte Suprema de Estados Unidos, que se decidió 5-4 a su favor en la Liga de los Estados de América Latina Ciudadanos v. Perry.
Cruz fue nombrado por American Lawyer Magazine como uno de los 50 mejores abogados litigantes menores de 45 años en Estados Unidos, por The National Law Journal como una de las 50 Personas Más Influyentes de las Minorías Abogados de Estados Unidos, y por el Texas Lawyer como uno de los 25 más grandes abogados de Texas.

#### Caso Medellín
Ted Cruz era un joven abogado de treinta y cinco años que trabajaba para la Oficina del Procurador de Texas, cuando en 2005 alegó con éxito las apelaciones del mexicano José Ernesto Medellín para la revisión de su sentencia a muerte por la violación y el homicidio de dos adolescentes, en Houston, en 1993. Medellín y el resto de los criminales se turnaron para violar analmente, por vía oral y vaginal a las dos chicas. Posteriormente, fueron golpeadas y la banda decidió asesinar a las chicas para que no pudieran identificar a los violadores. Medellín mató a una de las chicas con sus cordones de los zapatos estrangulándola, para luego aplastar su cuello con el pie. Otros miembros de la pandilla estrangularon la otra chica con un cinturón de nailon, hasta que la correa se rompió. Posteriormente Medellín admitiría, con una sonrisa en su rostro jactándose de tener sangre virgen en sus calzoncillos.
Medellín era uno de los 51 mexicanos amparados bajo el fallo de la Corte Internacional de Justicia de La Haya, que en 2004 ordenó a Estados Unidos revisar sus casos, ya que en sus detenciones y juicios se les violaron sus garantías al no informarles de su derecho a recibir asistencia consular de su país. Tras el fallo de la CIJ, el entonces presidente George W. Bush pidió en febrero de 2005 a los gobiernos de las entidades estadounidenses con mexicanos condenados a muerte, celebrar audiencias para revisar cada uno de los 51 casos incluidos en el fallo.
Cruz, representando a Texas, encabezó la oposición a dicha revisión, al argumentar que la petición del presidente Bush “excedía los límites constitucionales de la autoridad federal”.

El caso llegó hasta la Suprema Corte de Justicia de Estados Unidos, que en marzo de 2008 determinó que Texas no estaba obligado a acatar la orden de Bush para revisar los procesos de mexicanos condenados a muerte. Medellín fue ejecutado por Texas el 5 de agosto de 2008. Cruz ha hecho en reiteradas ocasiones referencias a su participación en este caso, señalando que ha sido el logro del que se sentía más orgulloso.
“Fue, por mucho, el mayor caso de mi trabajo en la Oficina del Procurador de Texas" dijo Cruz en 2012 durante su campaña para el Senado de Estados Unidos.
Por su parte, México envió una nota de protesta al Departamento de Estado de Estados Unidos por la violación al derecho, luego de la ejecución del reo mexicano en desacato a la orden de la Corte Internacional de Justicia. De hecho, el entonces candidato a senador grabó un comercial de televisión para su campaña en el que defendía haber luchado con éxito para lograr la ejecución de Medellín, pese a la oposición de la CIJ y de la Organización de Naciones Unidas. 
“Cuando Naciones Unidas y la Corte Internacional se opusieron a la decisión de un jurado de Texas de ejecutar a un inmigrante indocumentado por violar y asesinar a dos adolescentes, Ted Cruz luchó con todo hasta la Suprema Corte y cumplió”, señalaba el mensaje de Ted Cruz

### Retorno a la práctica privada
Después de salir de la posición de procurador general en 2008, Cruz trabajó en un bufete de abogados privado en Houston, Morgan, Lewis & Bockius LLP, a menudo representando a clientes corporativos, hasta que fue juramentado como senador de Texas en 2013. En Morgan Lewis, dirigió la práctica de litigio en la Corte Suprema de EE. UU. Y en la apelación nacional. En 2009 y 2010, se formaron y luego abandonaron una oferta por el fiscal general del Estado, cuando el titular procurador general Greg Abbott, quien contrató a Cruz como fiscal general, decidió postularse para la reelección. 
Mientras que en Morgan, Lewis y Bockius, Cruz representó a Pfizer en una demanda presentada por un grupo de hospitales públicos y centros de salud de la comunidad que acusaron al fabricante de medicamentos de la sobrecarga. La Corte Suprema finalmente desestimó el caso. Shandong Linglong Rubber Company fue encontrado culpable de versiones de comercialización de neumáticos que se basaban en los planos robados por un exempleado de un hombre de negocios de la Florida y se le ordenó pagar $ 26 millones para la Florida. Cruz trabajó en breve recurrente de la compañía china. La corte de apelaciones rechazó la apelación y confirmó el premio del jurado. Cruz representó al fabricante de medicamentos B. Braun Medical Inc. en frente de la Corte de Apelaciones del Circuito sexto estadounidense después que la compañía fue declarado culpable de injustamente descarga de un exempleado. Cruz afirmó que ella no había podido probar que B. Braun le había dirigido a violar la ley y que no había presentado pruebas suficientes de que su negativa a violar la ley era por qué había sido despedido. El tribunal de apelaciones rechazó el argumento de Cruz y afirmó el premio $ 880.000. Cruz representó a Toyota en una apelación a la Corte Suprema de Texas el argumento de que un juez local perdió jurisdicción sobre un caso en que un ex Toyota en la casa abogado acusó a Toyota de documentos ilegalmente retención en un caso de responsabilidad de producto. Cruz argumentó sin éxito la jurisdicción del juez de vencimiento de los treinta días después de que el caso fue desestimado tras un acuerdo fuera de la corte, pero luego ganó en una segunda apelación utilizando el mismo argumento. 
Cruz defendió dos $ 54 millones de premios de lesiones personales de récord en New México en el nivel de apelación, incluyendo uno que había sido expulsado por un tribunal inferior. Cruz defendió un hombre con discapacidad mental que fue presuntamente violada por un empleado de la instalación donde vivía. Y en el otro caso Cruz defendió la familia de un 78-años de edad, residente de un hogar de ancianos de Albuquerque que murió de una hemorragia interna. Los asentamientos fueron sellados en ambos casos.

## Senador de los Estados Unidos

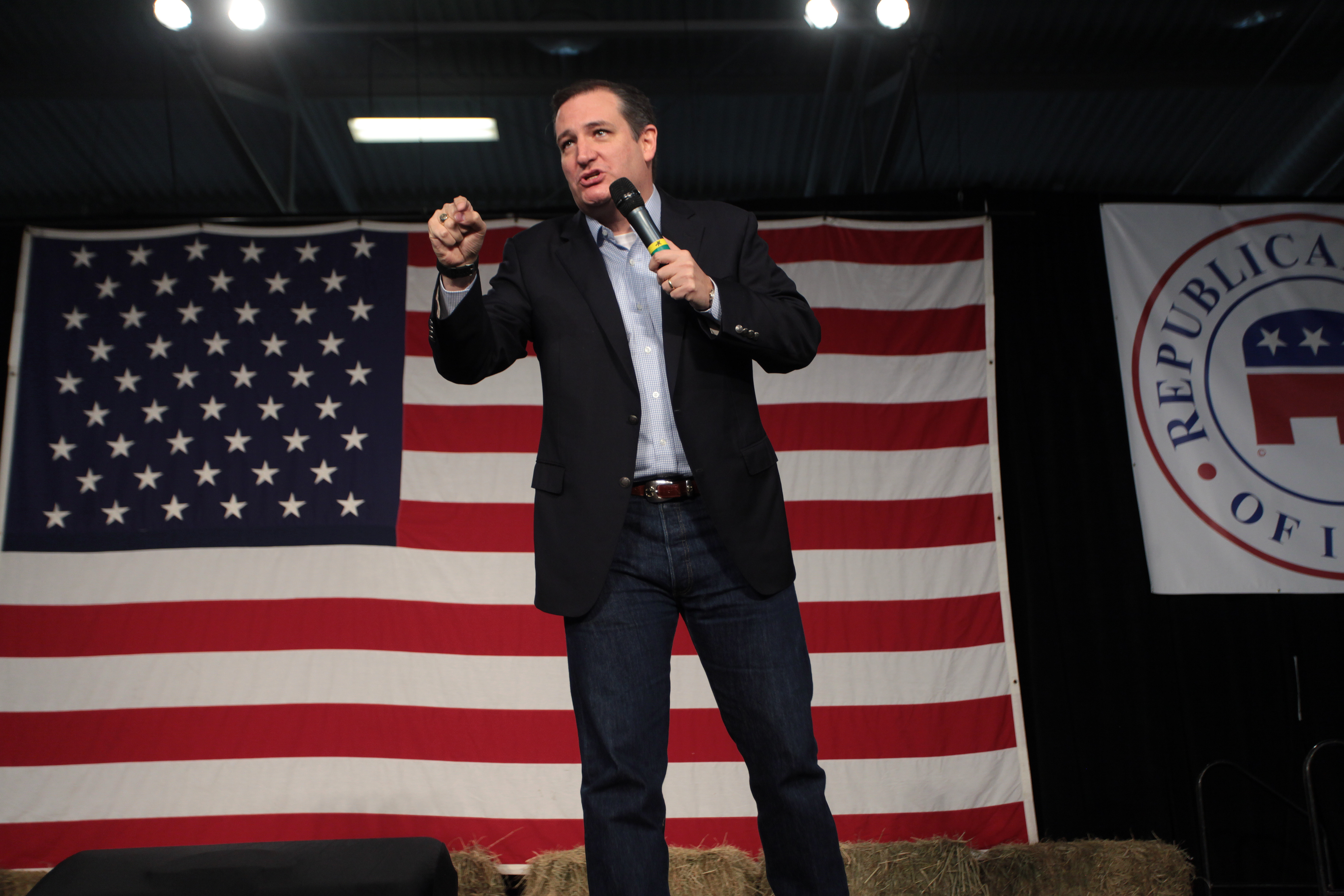

La victoria de Cruz en las primarias republicanas fue descrito por el Washington Post como "la mayor sorpresa de 2012 una verdadera victoria popular contra fuerzas muy grandes." El 19 de enero de 2011, después el senador Kay Bailey Hutchison dijo que no buscaría la reelección. Cruz anunció su candidatura a través de una conferencia telefónica. En la primaria senatorial republicano, Cruz corrió contra el vicegobernador David Dewhurst. Cruz fue aprobado primero por la exgobernadora de Alaska Sarah Palin y luego por los del Club para el Crecimiento, un comité de acción política fiscalmente conservadora; Erick Erickson, exeditor del prominente del blog conservador RedState; los FreedomWorks para América del súper PAC; locutor de radio distribuido nacionalmente, Mark Levin; el exfiscal general Edwin Meese; Tea Party Express; Jóvenes Conservadores de Texas,; y US senadores Tom Coburn, Jim DeMint, Mike Lee, Rand Paul y Pat Toomey. También fue respaldada por el congresista de Texas Ron Paul, George P. Bush, y el senador estadounidense de Pensilvania Rick Santorum.
Cruz ganó la segunda vuelta por la nominación republicana con un margen de 14 puntos sobre Dewhurst. Cruz derrotó Dewhurst a pesar de estar outspent por Dewhurst que tenía una oficina electo a nivel estatal. Dewhurst gastó $ 19 millones y Cruz sólo pasó $ 7 millones. Dewhurst recaudó más de $ 30 millones y gastó Cruz en una proporción de casi 3 a 1. 
En las elecciones generales del 6 de noviembre, Cruz enfrentó al demócrata Paul Sadler, un abogado y un exrepresentante estatal de Henderson, en el este de Texas. Cruz ganó con 4,5 millones de votos (56,4 %) frente a Sadler 3,2 millones (40,6 %). Dos candidatos menores cosecharon el restante 3 % de los votos. De acuerdo con una encuesta realizada por la encuestadora de Cruz, Wilson Perkins Allen Opinion Research, Cruz recibió el 40 % del voto hispano, frente al 60% para Sadler, superando al candidato presidencial republicano en 2012, Mitt Romney, con el voto hispano en Texas.
Después la revista Time informó sobre una posible violación de las normas de ética al no revelar públicamente su relación financiera con Caribbean Equity Partners Investment Holdings durante la campaña de 2012, Cruz llamó a su no publicación de estas conexiones de una omisión involuntaria.
En enero de 2016, el New York Times informó que Cruz y su esposa habían sacado préstamos a bajo interés de Goldman Sachs (donde trabajaba) y Citibank, y no informó ni declaró la situación de los casi 1 millón de dólares en préstamos a la Comisión Federal de Elecciones según era necesario por la ley. Cruz reveló los préstamos en sus formularios de información financiera del Senado en julio de 2012, pero no en la forma que pedía la Comisión Federal de Elecciones. No hay ninguna indicación de que la esposa de Cruz tuvo ningún papel en la prestación de cualquiera de los préstamos, o que los bancos hicieron nada malo. Los préstamos fueron reembolsados en gran parte por la recaudación de fondos de campaña más tarde. Un portavoz de Cruz dijo que su no reportar los préstamos a la FEC fue "accidental" y dijo que iba a presentar la documentación complementaria.

### Leyes
Cruz ha presentado 25 proyectos de ley de su propia autoría, incluyendo: 

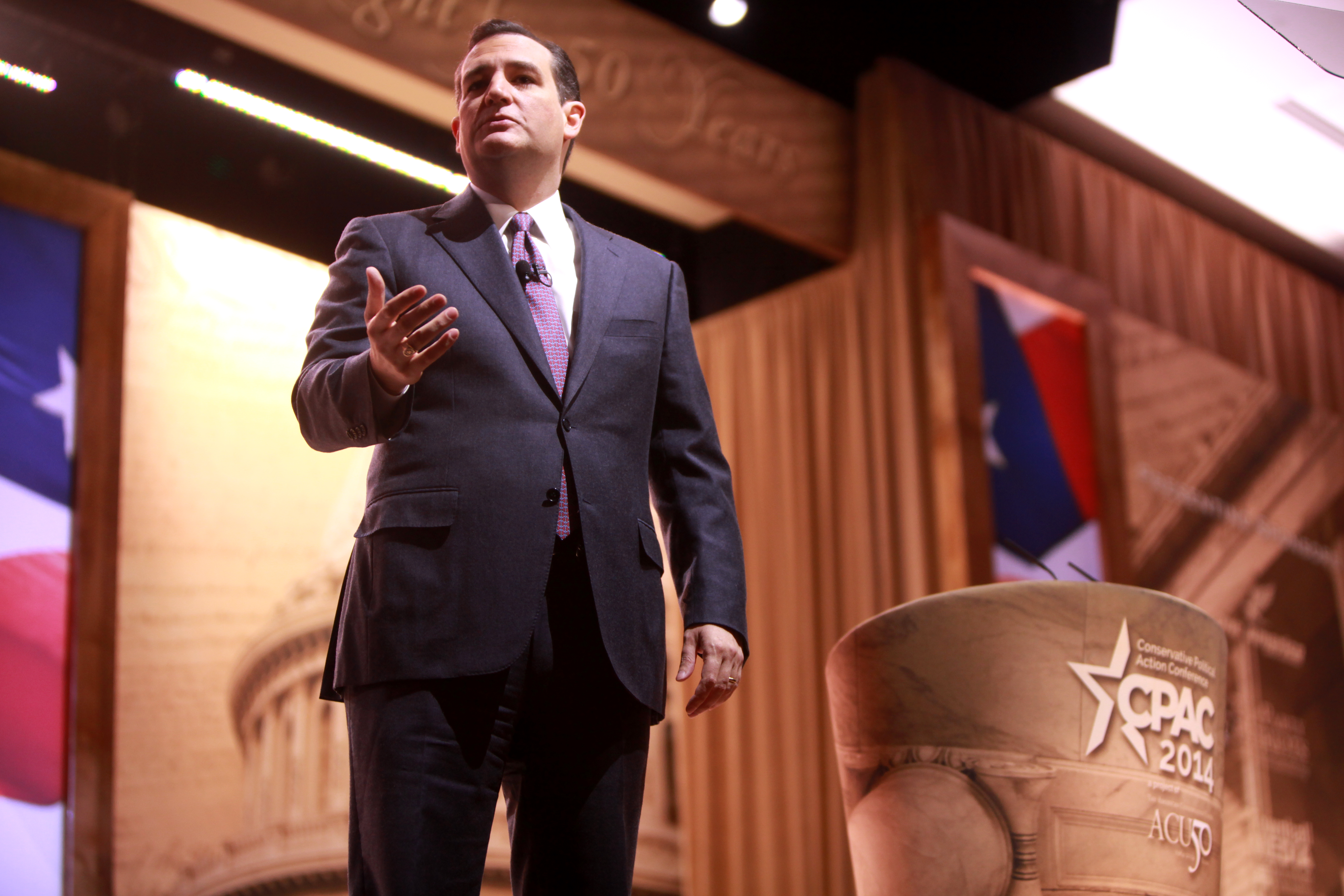

- S.177, un proyecto de ley para derogar la Protección al Paciente y Cuidado de Salud Asequible y Ley de la atención de la salud concordantes de la Ley del Cuidado de Salud y Educación de la Reconciliación de 2010, presentó 29 de enero de 2013.

- S.505, un proyecto de ley para prohibir el uso de aviones no tripulados para matar a ciudadanos de los Estados Unidos dentro de los Estados Unidos, presentó 7 de marzo de 2013.
- S.729 y S. 730, proyectos de ley para investigar y procesar a los delincuentes y fugitivos que compran ilegalmente armas de fuego, y para evitar que los criminales obtengan armas de fuego a través de compras de paja y la trata, introducidos 15 de marzo de 2013.
- S.1336, un proyecto de ley para permitir a los Estados para requerir prueba de ciudadanía para inscribirse para votar en las elecciones federales, presentó 17 de julio de 2013.
- S.2170, un proyecto de ley para aumentar el carbón, el gas natural, y las exportaciones de petróleo crudo, de aprobar la construcción del oleoducto Keystone XL, para ampliar la extracción de petróleo en alta mar, en tierra, en el National Petroleum Reserve-Alaska, y en las reservas indígenas, a dar a los estados la facultad exclusiva de regular el fracturamiento hidráulico, la derogación de la Norma de Combustibles Renovables, para prohibir la Agencia de Protección Ambiental (EPA) de los que regulan los gases de efecto invernadero, para requerir a la EPA para evaluar cómo las nuevas regulaciones afectará el empleo, y destinar los ingresos de los recursos naturales al pago de la deuda del gobierno federal, presentó 27 de marzo de 2014
- S.2415, un proyecto de ley de modificación de la Ley Federal de Campañas Electorales, de 1971 para eliminar todos los límites a las contribuciones directas de campaña a los candidatos a cargos públicos, introducidos 3 de junio de 2014

#### Proyecto del Senado 2195
El 1 de abril de 2014, Cruz presentó proyecto del Senado 2195, un proyecto de ley que permitiría que el presidente de los Estados Unidos de negar visas a cualquier embajador de las Naciones Unidas que se ha comprobado que se han involucrado en espionaje o un terrorista en actividades contra la Estados Unidos o sus aliados y pueden representar una amenaza para los intereses estadounidenses de seguridad nacional. El proyecto de ley fue escrito en respuesta a la elección de Irán de Hamid Aboutalebi como su embajador. Aboutalebi estuvo involucrado en la crisis de los rehenes de Irán, en que de un número de diplomáticos estadounidenses de la embajada estadounidense en Teherán fueron secuestrados.
Bajo el título "Un mensaje bipartidista a Irán", Cruz agradeció al presidente Barack Obama firmar la Ley S 2.195. La carta, publicada en la revista Político el 18 de abril de 2014, se inicia con "Gracias al presidente Obama para participar en un Congreso unánime y la firma S 2.195 en ley". Cruz también agradeció a los senadores de ambos partidos políticos para "pasar rápidamente esta legislación y de enviarlo a la Casa Blanca."

### Los comentarios sobre el presidente Obama
En el Senado dio un discurso en noviembre de 2014, donde Cruz acusó al presidente de tener "abiertamente deseos de destruir la Constitución y esta República". En el mismo discurso, Cruz invocó los discursos del antiguo senador romano Cicerón contra Catilina para denunciar la ejecutiva prevista de Obama de acciones sobre la reforma migratoria.
Cruz ha dicho en repetidas ocasiones que el acuerdo nuclear internacional de 2015 con Irán "hará que la administración de Obama acabe financiando el mundo del terrorismo islámico radical". En respuesta, Obama calificó las declaraciones de Cruz como un ejemplo de "ataques escandalosos" de los críticos republicanos que cruzaron la línea del discurso responsable: "Hemos tenido un senador, que también pasa a ser candidato a la presidencia. Él sugiere que soy el principal patrocinador del terrorismo. Tal vez esto es sólo un esfuerzo para empujar el Sr. Trump fuera de los titulares, pero no es el tipo de liderazgo que se necesita para los Estados Unidos en este momento ". El excandidato presidencial republicano Mitt Romney también criticó a Cruz por sus comentarios, escribiendo que aunque él también se opuso al acuerdo de Irán, la declaración de Cruz conectando a Obama con el terrorismo fue "muy por encima de la línea" y "perjudica la causa".

### Relación con los miembros republicanos del Congreso
Cruz ha utilizado dura retórica contra los políticos republicanos compañeros, y sus relaciones con varios miembros republicanos del Congreso han sido tensas. En 2013, Cruz se refiere a los republicanos que él creía que eran suficientemente resistentes a las propuestas del presidente Obama como un "caucus rendición." Cruz también llamado colegas republicanos fuera como "aplasta" en cuestiones de control de armas durante un mitin del Tea Party. El papel de Cruz en el cierre del gobierno federal de los Estados Unidos de 2013, en particular atrajo críticas por parte de un número de colegas republicanos. El senador republicano John McCain se informó que no les gusta particularmente Cruz; en un discurso pleno del Senado en 2013, McCain denunció Cruz referencia a los nazis cuando se habla de la Ley de Asistencia Asequible. En marzo de 2013, McCain también llamado Cruz y otros "pájaros wacko" cuyas creencias no son "un reflejo de las opiniones de la mayoría de los republicanos ".
En una climatizada discurso pleno del Senado en julio de 2015, Cruz acusó líder republicano del Senado, Mitch McConnell, de decir "una mentira total" sobre sus intenciones de volver a autorizar el Banco de Exportación e Importación de los Estados Unidos, que se opone a Cruz. "Lo que acabamos de ver hoy fue una demostración absoluta de que no sólo lo que él le dijo a todos los senadores republicanos, pero lo que dijo a la prensa una y otra y otra vez era una mentira simple", Cruz dijo del Líder Republicano del Senado McConnell. [112] Cruz dijo que: Un"arrebato incendiario" era "inusual en el ambiente cordial del Senado", según Reuters. En el mismo discurso, Cruz atacó a la "mayoría republicana en ambas cámaras de Congresos" por lo que Cruz denomina insuficientemente conservador expediente. El discurso de Cruz, y sobre todo su acusación contra McConnell, fue condenado por varios senadores republicanos de alto rango, con John McCain diciendo que el discurso fue "fuera del ámbito de la conducta del Senado" y "una cosa muy mal hacer". [ 114] Orrin Hatch expresó una opinión similar: "Yo no aconseja el uso de ese tipo de lenguaje contra el otro senador a menos que puedan demostrar la prueba definitiva de que no era una mentira.... Y sé el líder no mintió. "Cruz habían alegado que McConnell programada una votación sobre el Ex-Im Bank como parte de un acuerdo para persuadir a los demócratas como Maria Cantwell para detener el bloqueo de un proyecto de ley de comercio, mientras McConnell negó que hubiera cualquier" acuerdo ", y que la negación es lo que Cruz denomina una "mentira"; Senador Hatch dice McConnell hizo promesa de ayudar a Cantwell obtener una votación sobre el Ex-Im Bank. 
Entre los pocos aliados cercanos de Cruz en el Senado es Mike Lee de Utah. Cruz ha expresado su orgullo por su reputación de tener pocos aliados, diciendo en junio de 2015 que ha sido vilipendiada por luchar "el cartel de Washington".
Cuando Boehner anunció en septiembre de 2015 que iba a renunciar y dimitir de la Cámara, Cruz expresó su preocupación de que antes de dimitir Boehner puede tener "un acuerdo con Nancy Pelosi para financiar la administración de Obama para el resto de su mandato". Al mes siguiente, el acuerdo de presupuesto aprobada en la Cámara por una votación de 266 a 187, con el apoyo unánime de los demócratas y de Boehner, levantar el techo de la deuda a través de marzo de 2017, y la Cruz dijo que el acuerdo "total y absoluta entrega".

## Campaña presidencial

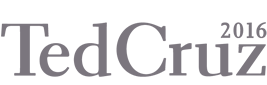

Ya en 2013, Cruz era ampliamente esperado como candidato a la presidencia en 2016. El 14 de marzo de 2013, dejó en claro en su discurso de apertura en la anual Conferencia de Acción Política Conservadora (CPAC) en Washington D. C. que sería candidato.
El 12 de abril de 2014, Cruz habló en la Cumbre de la Libertad, un evento organizado por los estadounidenses para la prosperidad y Ciudadanos Unidos. El evento contó con la presencia de varios candidatos presidenciales potenciales. En su discurso, Cruz mencionó que los latinos, los jóvenes y las madres solteras son las personas más afectadas por la recesión, y que el Partido Republicano deben hacer esfuerzos de alcance a estos componentes. También dijo que las palabras, "el crecimiento y la oportunidad" deben ser tatuados en las manos de cada político republicano.

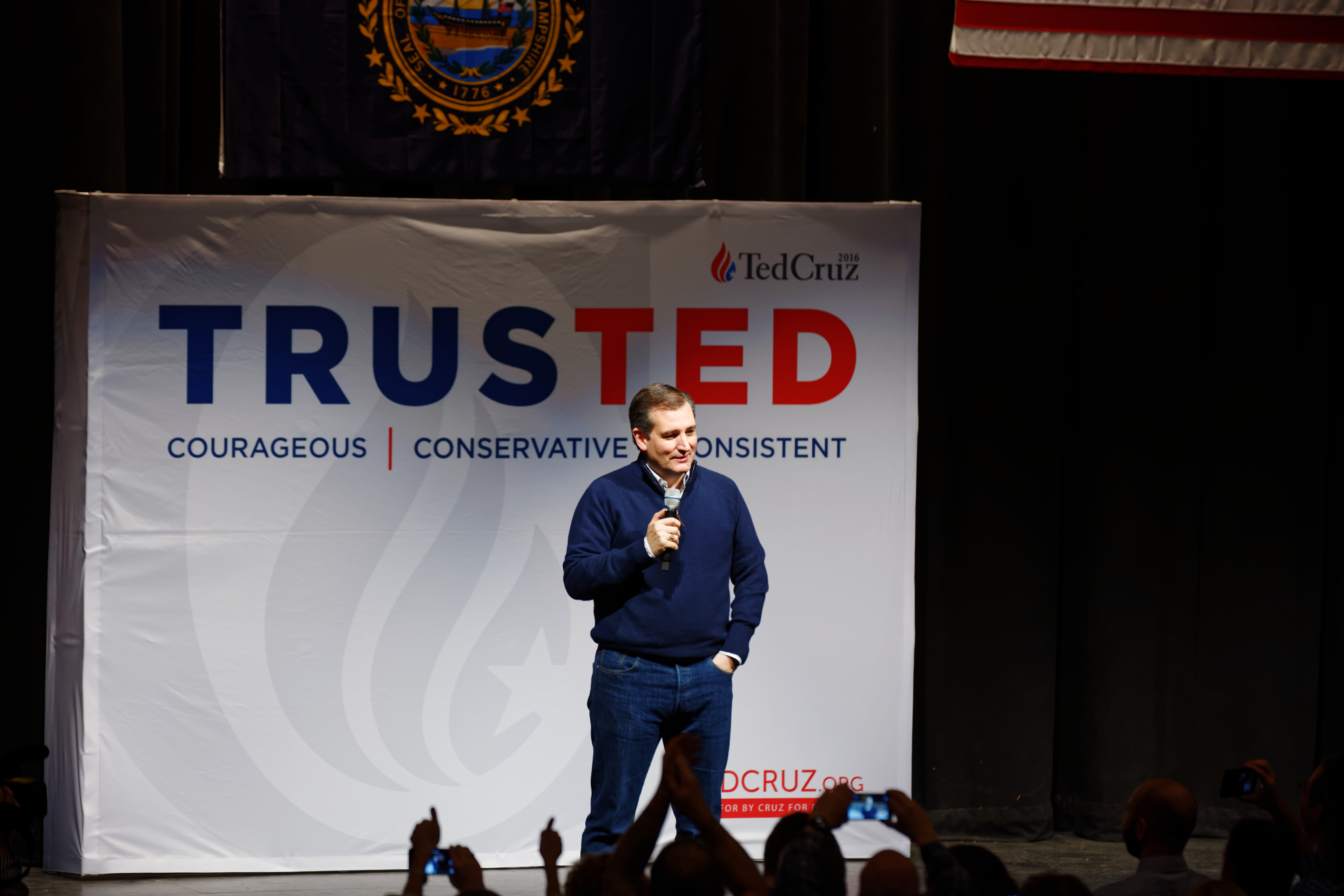
Ted Cruz en New Hampshire como candidato presidencial.

HarperCollins publicó el libro de Cruz Una Hora de la Verdad: reavivar la Promesa de América el 30 de junio de 2015. El libro llegó a la lista de best sellers de varias organizaciones en su primera semana de lanzamiento. 

### Primarias republicanas
Cruz, con un amplio apoyo de la derecha cristiana, derrotó a Trump al sacar un 27,65 % de los apoyos y ocho delegados en Iowa, el primer estado de las elecciones republicana. El tercero fue el senador por Florida, Marco Rubio, con un 23,09 % y siete delegados. Cruz rompió la tradición de cortejar votos en Iowa, un estado agrícola, al oponerse a normas federales sobre combustibles que incluían subsidios al etanol. 
Iowa ha dejado constancia que el nominado republicano y el próximo presidente de Estados Unidos no será escogido por los medios, no será escogido por el sistema de Washington: Ted Cruz 
Tras el avance de las primarias varios precandidatos se retiraron excepto Donald Trump, John Kasich y Ted Cruz. Ted Cruz es el segundo con más delegados logrados con victorias en Iowa, Texas, Wisconsin, Oklahoma, Alaska, Kansas, y otros estados. Jeb Bush y Carly Fiorina quienes fueron precandidatos en dichas primarias se han unido a Cruz en su aspiración presidencial, junto al excandidato republicano Mitt Romney, Lindsey Graham y Glenn Beck.
Sin embargo, Donald Trump atacó la elegibilidad de Ted Cruz como presidente de los EE. UU., al haber nacido en Canadá. La Constitución de 1787 establece que sólo los "ciudadanos nacidos naturalmente" en los Estados Unidos pueden ser elegidos Presidente o Vicepresidente. Sin embargo, Neal Katyal y Paul Clement en el Harvard Law Review Forum, aclararon que la frase "ciudadanos nacidos naturalmente" en los EE. UU. se debe interpretar en el sentido de que sólo los ciudadanos estadounidenses que lo sean desde su nacimiento, hayan nacido donde hayan nacido, pueden ser elegidos como presidentes o vicepresidentes del país. En el caso de Ted Cruz, su madre era estadounidense de nacimiento, por lo que Ted Cruz lo era también. No obstante, para evitar problemas, renunció en 2014 a la ciudadanía canadiense, a la que también tenía derecho por nacimiento.
Finalmente, Ted Cruz se retiró suspendiendo su campaña, tras perder contra Trump las primarias en Indiana, el 3 de mayo de 2016.

## Posiciones políticas

### Aborto

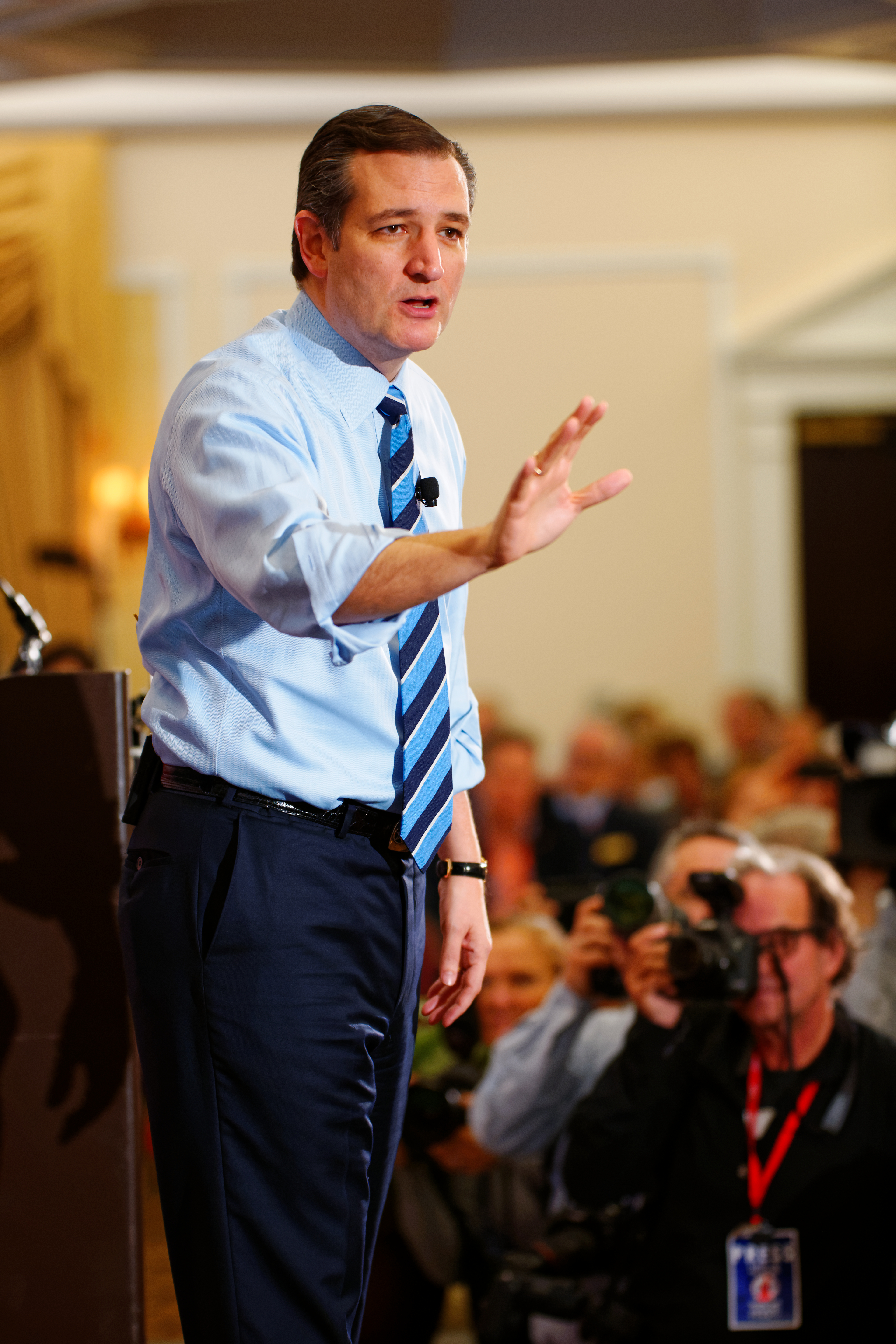
US Senator of Texas Ted Cruz at FITN in Nashua

Ted Cruz es fuertemente Provida y permitiría el procedimiento sólo cuando el embarazo pone en peligro la vida de la madre. Alegó en nombre de Texas ante la Corte Suprema federal, defendiendo con éxito una ley federal contra los abortos en los últimos meses de embarazo. Apoya que se revierta la decisión tomada por la Corte Suprema en 1973 en el caso Roe v. Wade, que legalizó el aborto a nivel nacional y desaprueba la interrupción del embarazo incluso en casos de violación e incesto.

### Matrimonio Homosexual
Cruz se opone a los matrimonios del mismo sexo y las uniones civiles. Cree que el matrimonio debe ser legalmente definido como único "entre un hombre y una mujer". Pero cree que la legalidad del matrimonio entre personas del mismo sexo debe ser dejado a disposición de cada estado para que decida autónomamente. Cruz ha impulsado que se impida que jueces federales deroguen prohibiciones estatales al matrimonio entre personas del mismo sexo. Ted ha dicho que no le gusta que cinco magistrados impongan su opción política a 320 millones de estadounidenses frente al matrimonio homosexual.
Ted Cruz reintrodujo en febrero de 2015 un proyecto de ley para retirar a las parejas homosexuales los beneficios federales que poseen en la actualidad. Cruz, junto a otros 11 senadores, promovieron la Ley de Defensa Estatal del Matrimonio que ya en febrero de 2014 había sido presentada ante el Congreso. La ley además permitiría a los estados anular los matrimonios entre personas del mismo sexo si la Corte Suprema de Estados Unidos decidía en su contra.

### Ley Patriota
En 2015, Cruz votó a favor de la Ley de Libertad de EE. UU., para autorizar la Ley Patriota de Estados Unidos, pero reformó algunas de sus disposiciones. El título oficial de la ley que el entonces presidente George W. Bush firmó el 26 de octubre de 2001 es USA PATRIOT Act. La ley nació con el objetivo de unificar y fortalecer a EE. UU. "mediante la provisión de las herramientas apropiadas para interceptar y obstruir el terrorismo".

### Legalización de las drogas
Cruz se opone a la legalización de la marihuana, pero cree que debe decidirse a nivel estatal.

### Normas escolares
En su oposición a lo que califica un intento de los burócratas de Washington de imponer currículos escolares en las escuelas estatales y locales, Cruz ha pedido desde hace meses el rechazo a las llamadas normas escolares comunes. Cruz cree en la necesidad de ampliar las opciones escolares, impulsar las escuelas chárter y ayudar a los padres a conseguir fondos estatales para sacar a sus hijos de escuelas públicas en problemas y enviarlos a escuelas privadas y religiosas, idea cercana a la que sostenía Milton Friendman, en el concepto de Libre para elegir en la educación.

### Ley de Asistencia Asequible
Cruz es un fuerte crítico de la protección del paciente y Ley de Asistencia Asequible (ACA o "Obamacare"). Él ha patrocinado legislación que derogue la ley de reforma de salud y sus modificaciones en la Ley de 2010 Cuidado de la Salud y la Educación Reconciliación promovida por el presidente Barack Obama. Cruz habló durante más de 21 horas en el Senado contra la ley de servicios médicos asequibles del presidente Obama, "Tengo la intención de hablar en contra del programa 'Obamacare' hasta que pueda mantenerme en pie" dijo Ted Cruz lo que lo consolidó como una estrella del Tea Party.

### Inmigración
Ted Cruz ha dicho que la gente que llegó a EE. UU. ilegalmente no merece acceder a la ciudadanía. Se opone a una ley de Texas que ofrece tarifas con descuento en las universidades públicas a los hijos de personas que viven sin autorización en Estados Unidos, y cumplió una promesa de campaña al presionar para triplicar la envergadura de la Patrulla Fronteriza.
Cruz se opone a la neutralidad de la red con el argumento de que la economía de Internet ha florecido en los Estados Unidos simplemente porque ha permanecido en gran parte libre de la regulación del gobierno. Por lo demás Ted ha propuesto ampliar el número de visas, para que más personas puedan acceder a la inmigración legal.

### Crimen
Cruz favorece la pena de muerte. En su campaña para el Senado de 2012, Cruz menciona con frecuencia su papel de abogado del Estado de Texas en Medellín v. Texas, un caso de 2008 en el que la Corte Suprema de Estados Unidos encontró que Texas tiene el derecho legal de hacer caso omiso de una orden de la Corte Internacional de Justicia que hizo que EE. UU. revisara las condenas y sentencias de decenas de ciudadanos mexicanos en el corredor de la muerte. Cruz se ha referido a Medellín como el caso más importante de su mandato como procurador general de Texas. 
En una entrevista con el presentador de radio Hugh Hewitt en la que discutían el ataque que mató a tres personas en la clínica Planificación de la Familia en Colorado Springs, Cruz dijo que "el hecho sencillo e innegable es la inmensa mayoría de los criminales violentos son demócratas", y que la razón por la cual los demócratas son blandos con el crimen, es que los criminales convictos tienden a votar por demócratas.
A raíz de la muerte por emboscada de un oficial de policía de Texas quien fue asesinado a tiros, mientras llenaba su vehículo en una gasolinera, Cruz dijo que la policía está "sintiendo el asalto desde el presidente, de arriba hacia abajo, como vemos - ya sea en Ferguson o Baltimore, la respuesta de los altos funcionarios, el presidente o el procurador general, es vilipendiar la aplicación de la ley. Eso está mal. Es un error fundamental. Es poner en peligro toda nuestra seguridad y la seguridad ".

### Economía
Cruz ha sido descrito por el Cato Institute Center 's de Estudios de Política Comercial de "libre comercio" y como un "defensor de libre comercio" por el Wall Street Journal. También irritó a colegas republicanos al oponerse a su presupuesto, y exigió una reducción incluso más fuerte a programas sociales, a la vez que mantenía todo el presupuesto de defensa. Es partidario de abolir el Servicio de Rentas Internas (IRS) y establecer un impuesto único, ideas que los republicanos plantean de vez en cuando pero que no han llegado a ninguna parte.

### Medio Ambiente
Cruz dice que durante los últimos diecisiete años las imágenes de satélite muestran que "ha habido cero calentamiento global". Cruz ha afirmado que quienes sostienen la idea del cambio climático rechazan debatir, y ha acusado a los científicos, con quienes tienen evidencias que refutan sus afirmaciones apocalípticas, de llamarle ‘negacionista’ "Te tildan de hereje”. Para Cruz, “hoy en día, los alarmistas del calentamiento global son el equivalente de quienes sostenían que la Tierra era plana”.

Ted sostiene que los políticos que quieren que el gobierno se meta en todo, y quieren más poder, el cambio climático es la teoría pseudocientífica perfecta porque no hay forma de refutarla. 
"Hace 30 o 40 años, un montón de políticos liberales, un montón de científicos, decían que se estaba produciendo un enfriamiento global, que íbamos a tener otra Edad de Hielo. Y la solución que postulaban era que el gobierno controlase la economía, el sector energético y todos los aspectos de nuestras vidas. Pero luego se interpusieron los hechos y la ciencia. Resultó que la Tierra no se estaba enfriando" Ted Cruz
En 2017, fue uno de los veintidós senadores que firmó una carta dirigida al presidente Donald Trump con el fin de quitar a Estados Unidos del Acuerdo de París, el cual busca reducir los efectos del cambio climático. Según la ONG Center for Responsive Politics, desde 2012 ha recibido más de 2.569.000 dólares de grupos de interés de la industria del petróleo, del gas y del carbón.

### Relaciones Exteriores
Cruz ha sido un oponente inflexible del Plan Integral de Acción Conjunto, un acuerdo nuclear internacional 2015 con Irán negociado por los EE. UU. y otras potencias mundiales, que calificó de "catastrófica" y "desastrosa". Cruz es un crítico del acercamiento entre Cuba y Estados Unidos, diciendo en Fox News en diciembre de 2014 que el deshielo en las relaciones fue una "manifestación de los fracasos de la política exterior de Obama-Clinton-Kerry" que "será recordado como un trágico error ". 
Favorece el despliegue de fuerzas terrestres estadounidenses para combatir a los milicianos del grupo Estado Islámico si llega a ser necesario; advierte que no asegurar la frontera entre Estados Unidos y México significa que los terroristas pueden entrar sin detección en el país y promete una solidaridad firme con Israel. Fue uno de los 47 senadores que firmó una carta que advertía que el Congreso podía echar atrás el acuerdo que negocian Washington, Irán y otros países para controlar el programa nuclear de Teherán.
En 2016, promulgó un proyecto de ley conocido como "Nica Act" que tiene como objetivo limitar el acceso de Nicaragua a préstamos internacionales.

## Reconocimientos
- Rick Manning de Americans for Limited Government nombró a Cruz en 2013 el Personaje del Año, en un artículo de opinión en The Hill, citando los esfuerzos infructuosos de Cruz y su compañero senador novato republicano Mike Lee contra el Affordable Care Act.

- Cruz también fue nombrado en 2013 Hombre del Año por publicaciones conservadoras theblaze, FrontPage Magazine y The American Spectator.
- Fue nombrado en 2013 Conservador del Año por Townhall.com, y Estadista del Año por el Partido Republicano del Condado de Sarasota, Florida.